# Liste der denkmalgeschützten Objekte in Schachendorf
Die Liste der denkmalgeschützten Objekte in Schachendorf enthält die 4 denkmalgeschützten, unbeweglichen Objekte der Gemeinde Schachendorf.

## Denkmäler
| Foto |                 | Denkmal                                                      | Standort                                         | Beschreibung | Metadaten |
| ---- | --------------- | ------------------------------------------------------------ | ------------------------------------------------ | --- | --- |
| ja   | Datei hochladen | Glockenstuhl/Wetterturm HERIS-ID: 12359 Objekt-ID: 8497      | Am Anger, vor Dürnbach 100 Standort KG: Dürnbach | Der Holzblockbau des Glockenstuhls steht auf dem Dorfanger und wurde 1674 erstmals urkundlich erwähnt.                                                | BDA-Hist.: Q38128314 Status: § 2a Stand der BDA-Liste: 2025-06-30 Name: Glockenstuhl/Wetterturm GstNr.: 186/1 Glockenstuhl/Wetterturm, Dürnbach      |
| ja   | Datei hochladen | Wegkapelle hl. Florian HERIS-ID: 12360 Objekt-ID: 8498       | Kreuzung B63/L375 Standort KG: Dürnbach          | Die Kapelle zum heiligen Florian am südlichen Ortsausgang stammt aus dem Jahr 1836.                                                                   | BDA-Hist.: Q38128347 Status: § 2a Stand der BDA-Liste: 2025-06-30 Name: Wegkapelle hl. Florian GstNr.: 360 Wegkapelle hl. Florian, Dürnbach          |
| ja   | Datei hochladen | Kindergarten HERIS-ID: 12364 Objekt-ID: 8502                 | Schachendorf 143 Standort KG: Schachendorf       | | BDA-Hist.: Q38128446 Status: § 2a Stand der BDA-Liste: 2025-06-30 Name: Kindergarten GstNr.: 122 Kindergarten Schachendorf                           |
| ja   | Datei hochladen | Kath. Pfarrkirche hl. Martin HERIS-ID: 12363 Objekt-ID: 8501 | Standort KG: Schachendorf                        | Die Kirche stammt aus dem Jahr 1834 und wurde im späteren 19. Jahrhundert umgestaltet. Sie ist ein lander rechteckiger Bau mit zwiebelbehelmtem Turm. | BDA-Hist.: Q20640562 Status: § 2a Stand der BDA-Liste: 2025-06-30 Name: Kath. Pfarrkirche hl. Martin GstNr.: 36 Pfarrkirche hl. Martin, Schachendorf |